# Liparochrus asperulus
Liparochrus asperulus is een keversoort uit de familie Hybosoridae. De wetenschappelijke naam van de soort is voor het eerst geldig gepubliceerd in 1877 door Fairmaire.